# Florian Klein
Florian Klein (ur. 17 listopada 1986 w Linzu) – piłkarz austriacki grający na pozycji prawego pomocnika. Od 2017 roku jest zawodnikiem klubu Austria Wiedeń.

## Kariera klubowa
Karierę piłkarską Klein rozpoczął w klubie LASK Linz od 1994 do 2003 roku grał w juniorach tego klubu. Następnie w 2003 roku trafił na wypożyczenie do FC Blau-Weiß Linz grającego w austriackiej Regionallidze. Po sezonie gry w tym klubie wrócił do LASK i stał się członkiem kadry pierwszego zespołu. 23 lipca 2004 roku zadebiutował w LASK, w meczu Erste Liga z SCR Altach, przegranym przez LASK 1:2. Przez kolejne lata był podstawowym zawodnikiem zespołu z Linzu. W 2007 roku wywalczył z nim awans do austriackiej ekstraklasy.
Latem 2009 roku Klein przeszedł z LASK Linz do Austrii Wiedeń. 19 lipca tamtego roku zadebiutował w barwach Austrii w przegranym 1:2 wyjazdowym meczu z Red Bullem Salzburg. W sezonie 2009/2010 stał się podstawowym zawodnikiem klubu i wywalczył z nim wicemistrzostwo Austrii.
W 2012 roku Klein przeszedł do Red Bull Salzburg. Zadebiutował w nim 25 sierpnia 2012 w zremisowanym 1:1 domowym meczu z SC Wiener Neustadt. W sezonie 2012/2013 został wicemistrzem Austrii, a w sezonie 2013/2014 wywalczył mistrzostwo oraz Puchar Austrii.
W 2014 roku Klein został zawodnikiem VfB Stuttgart. Swój debiu w nim zaliczył 24 sierpnia 2014 w zremisowanym 1:1 wyjazdowym meczu z Borussią Mönchengladbach. W sezonie 2015/2016 spadł ze Stuttgartem do drugiej ligi. W sezonie 2016/2017 wywalczył jej mistrzostwo.
W 2017 roku Klein wrócił do Austrii Wiedeń.
| Sezon   | Klub              | Kraj    | Rozgrywki     | Mecze | Bramki |
| ------- | ----------------- | ------- | ------------- | ----- | ------ |
| 2003/04 | FC Blau-Weiß Linz | Austria | Regionalliga  | 19    | 5      |
| 2004/05 | LASK Linz         | Austria | Erste Liga    | 29    | 1      |
| 2005/06 | LASK Linz         | Austria | Erste Liga    | 35    | 2      |
| 2006/07 | LASK Linz         | Austria | Erste Liga    | 32    | 5      |
| 2007/08 | LASK Linz         | Austria | Bundesliga    | 34    | 1      |
| 2008/09 | LASK Linz         | Austria | Bundesliga    | 33    | 5      |
| 2009/10 | Austria Wiedeń    | Austria | Bundesliga    | 35    | 4      |
| 2010/11 | Austria Wiedeń    | Austria | Bundesliga    | 36    | 2      |
| 2011/12 | Austria Wiedeń    | Austria | Bundesliga    | 34    | 0      |
| 2012/13 | Red Bull Salzburg | Austria | Bundesliga    | 20    | 0      |
| 2013/14 | Red Bull Salzburg | Austria | Bundesliga    | 23    | 1      |
| 2014/15 | VfB Stuttgart     | Niemcy  | Bundesliga    | 34    | 3      |
| 2015/16 | VfB Stuttgart     | Niemcy  | Bundesliga    | 22    | 0      |
| 2016/17 | VfB Stuttgart     | Niemcy  | 2. Bundesliga | 19    | 1      |
| 2017/18 | Austria Wiedeń    | Austria | Bundesliga    |       |        |

## Kariera reprezentacyjna
W swojej karierze Klein występował w młodzieżowych reprezentacjach Austrii, w kategoriach wiekowych takich jak: U-19 i U-21. W dorosłej reprezentacji Austrii zadebiutował 19 maja 2010 roku w przegranym 0:1 towarzyskim spotkaniu z Chorwacją. W eliminacjach do Euro 2012 był podstawowym zawodnikiem austriackiej kadry narodowej. Został też powołany do kadry Austrii na Euro 2016.